# 江古镇
江古镇，是中华人民共和国贵州省黔东南苗族侗族自治州镇远县下辖的一个乡镇级行政单位。
2013年4月25日，贵州省人民政府批复同意撤销江古乡，设置江古镇，镇人民政府驻江古村。

## 行政区划
江古镇下辖以下地区：
江古村、蚂塘村、寿斗村、山背村、白果村、中所村、凤湾村、大岭村、水岭村、军坡村和江梭村。